# 金融商品取引法
金融商品取引法（きんゆうしょうひんとりひきほう、英語: Financial Instruments and Exchange Act、昭和24年法律第25号）とは、金融商品の取引の公正を図り、投資家の保護や経済の円滑化を目的とする日本の法律。制定時の題名は「証券取引法」であったが、2007年9月30日に証券取引法等の一部を改正する法律により金融商品取引法に改題された。
所管官庁は、金融庁監督局証券課および証券取引等監視委員会事務局である。金融庁発足前は、大蔵省証券局証券市場課が所管していた。

## 概要
元は、昭和憲法施行直後の1947年（昭和22年）に、証券取引法（昭和22年法律第22号）として制定されていた。翌1948年（昭和23年）の「証券取引法を改正する法律」（昭和23年法律第25号）によって全部改正され、現在の形となった。株式、公社債、信託受益権などの有価証券の発行や売買、デリバティブ取引に関して、開示規制、業規制、不公正取引規制、関連するエンフォースメントなどを規定する。
金融商品取引法において規定されるルールの中には、インサイダー取引などの不正な取引を排除するための規制や、有価証券そのものや有価証券の発行会社などの関連法人に関する開示に関するルールが含まれる。また、株式の公開買付制度など株式の取得に関するルールを規定し、それぞれの金融商品を取扱う業者についての取扱いを定めている。
なお、実際の取引は、本法のほか、金融商品の販売等に関する法律（金融商品販売法）、金融商品取引所・金融商品取引業協会が定める規則や商慣行などによっても規制される。

## 構成
- 第1章　総則（第1条 ― 第2条の2）
- 第2章　企業内容等の開示（第2条の3 ― 第27条）
- 第2章の2　公開買付けに関する開示
  - 第1節　発行者以外の者による株券等の公開買付け（第27条の2 ― 第27条の22）
  - 第2節　発行者による上場株券等の公開買付け（第27条の22の2 ― 第27条の22の4）
- 第2章の3　株券等の大量保有の状況に関する開示（第27条の23 ― 第27条の30）
- 第2章の4　開示用電子情報処理組織による手続の特例等（第27条の3の2 ― 第27条の30の11）
- 第2章の5　特定証券情報等の提供又は公表（第27条の31 ― 第27条の35）
- 第2章の6　重要情報の公表（第27条の36 ― 第27条の38）
- 第3章　金融商品取引業者等
  - 第1節　総則
    - 第1款　通則（第28条）
    - 第2款　金融商品取引業者（第29条 ― 第31条の5）
    - 第3款　主要株主（第32条 ― 第32条の4）
    - 第4款　登録金融機関（第33条 ― 第33条の8）
    - 第5款　特定投資家（第34条 ― 第34条の5）

  - 第2節　業務
    - 第1款　通則（第35条 ― 第40条の7）
    - 第2款　投資助言業務に関する特則（第41条 ― 第41条の5）
    - 第3款　投資運用業に関する特則（第42条 ― 第42条の8）
    - 第4款　有価証券等管理業務に関する特則（第43条 ― 第43条の4）
    - 第5款　電子募集業務及び電子募集取扱業務に関する特則（第43条の5）
    - 第6款　暗号等資産関連業務に関する特則（第43条の6）
    - 第7款　弊害防止措置等（第44条 ― 第44条の4）
    - 第8款　雑則（第45条）

  - 第3節　経理
    - 第1款　第1種金融商品取引業を行う金融商品取引業者（第46条 ― 第46条の6）
    - 第2款　第1種金融商品取引業を行わない金融商品取引業者（第47条 ― 第47条の3）
    - 第3款　登録金融機関（第48条 ― 第48条の3）
    - 第4款　外国法人等に対する特例（第49条 ― 第49条の5）

  - 第4節　監督（第50条 ― 第57条）
  - 第4節の2　特別金融商品取引業者等に関する特則
    - 第1款　特別金融商品取引業者（第57条の2 ― 第57条の11）
    - 第2款　指定親会社（第57条の12 ― 第57条の25）
    - 第3款　雑則（第57条の26・第57条の27）

  - 第5節　外国業者に関する特例
    - 第1款　外国証券業者（第58条・第58条の2）
    - 第2款　引受業務の1部の許可（第59条 ― 第59条の6）
    - 第3款　取引所取引業務の許可（第60条 ― 第60条の13）
    - 第4款　電子店頭デリバティブ取引等業務の許可（第60条の14）
    - 第5款　外国において投資助言業務又は投資運用業を行う者（第61条）
    - 第6款　情報収集のための施設の設置（第62条）

  - 第6節　適格機関投資家等特例業務に関する特例（第63条 ― 第63条の7）
  - 第6節の2　海外投資家等特例業務に関する特例（第63条の8 ― 第63条の15）
  - 第7節　外務員（第64条 ― 第64条の9）
  - 第8節　雑則（第65条 ― 第65条の6）
- 第3章の2　金融商品仲介業者
  - 第1節　総則（第66条 ― 第66条の6）
  - 第2節　業務（第66条の7 ― 第66条の15）
  - 第3節　経理（第66条の16 ― 第66条の18）
  - 第4節　監督（第66条の19 ― 第66条の23）
  - 第5節　雑則（第66条の24 ― 第66条の26）
- 第3章の3　信用格付業者
  - 第1節　総則（第66条の27 ― 第66条の31）
  - 第2節　業務（第66条の32 ― 第66条の36）
  - 第3節　経理（第66条の37 ― 第66条の39）
  - 第4節　監督（第66条の40 ― 第66条の45）
  - 第5節　雑則（第66条の46 ― 第66条の49）
- 第3章の4　高速取引行為者
  - 第1節　総則（第66条の50 ― 第66条の54）
  - 第2節　業務（第66条の55 ― 第66条の57）
  - 第3節　経理（第66条の58・第66条の59）
  - 第4節　監督（第66条の60 ― 第66条の67）
  - 第5節　雑則（第66条の68 ― 第66条の70）
- 第3章の5　投資運用関係業務受託業者
  - 第1節　総則（第66条の71 ― 第66条の75）
  - 第2節　業務（第66条の76 ― 第66条の81）
  - 第3節　監督（第66条の82 ― 第66条の89）
  - 第4節　雑則（第66条の90 ― 第66条の93）
- 第4章　金融商品取引業協会
  - 第1節　認可金融商品取引業協会
    - 第1款　設立及び業務（第67条 ― 第67条の20）
    - 第2款　協会員（第68条・第68条の2）
    - 第3款　管理（第69条 ― 第72条）
    - 第4款　監督（第73条 ― 第76条）
    - 第5款　雑則（第77条 ― 第77条の7）

  - 第2節　認定金融商品取引業協会
    - 第1款　認定及び業務（第78条 ― 第79条）
    - 第2款　監督（第79条の2 ― 第79条の6）

  - 第3節　認定投資者保護団体（第79条の7 ― 第79条の19）
- 第4章の2　投資者保護基金
  - 第1節　総則（第79条の20 ― 第79条の25）
  - 第2節　会員（第79条の26 ― 第79条の28）
  - 第3節　設立（第79条の29 ― 第79条の33）
  - 第4節　管理（第79条の34 ― 第79条の48）
  - 第5節　業務（第79条の49 ― 第79条の62）
  - 第6節　負担金（第79条の63 ― 第79条の67）
  - 第7節　財務及び会計（第79条の68 ― 第79条の74）
  - 第8節　監督（第79条の75 ― 第79条の77）
  - 第9節　解散（第79条の78 ― 第79条の80）
- 第5章　金融商品取引所
  - 第1節　総則（第80条 ― 第87条の9）
  - 第2節　金融商品会員制法人及び自主規制法人並びに取引所金融商品市場を開設する株式会社
    - 第1款　金融商品会員制法人
      - 第1目　設立（第88条 ― 第88条の22）
      - 第2目　登記（第89条 ― 第90条）
      - 第3目　会員（第91条 ― 第96条）
      - 第4目　管理（第97条 ― 第99条）
      - 第5目　解散（第100条 ― 第100条の25）
      - 第6目　組織変更（第101条 ― 第102条）

    - 第1款の2　自主規制法人
      - 第1目　設立（第102条の2 ― 第102条の7）
      - 第2目　登記（第102条の8 ― 第102条の11）
      - 第3目　会員（第102条の12・第102条の13）
      - 第4目　自主規制業務（第102条の14 ― 第102条の20）
      - 第5目　管理（第102条の21 ― 第102条の34）
      - 第6目　解散（第102条の35 ― 第102条の39）

    - 第2款　取引所金融商品市場を開設する株式会社
      - 第1目　総則（第103条 ― 第105条の3）
      - 第2目　自主規制委員会（第105条の4 ― 第106条の2）
      - 第3目　主要株主（第106条の3 ― 第106条の9）
      - 第4目　金融商品取引所持株会社（第106条の10 ― 第109条）

  - 第3節　取引所金融商品市場における有価証券の売買等（第110条 ― 第133条の2）
  - 第4節　金融商品取引所の解散等
    - 第1款　解散（第134条・第135条）
    - 第2款　合併
      - 第1目　通則（第136条）
      - 第2目　会員金融商品取引所と会員金融商品取引所との合併（第137条・第138条）
      - 第3目　会員金融商品取引所と株式会社金融商品取引所との合併（第139条・第139条の2）
      - 第4目　会員金融商品取引所の合併の手続（第139条の3 ― 第139条の6）
      - 第5目　株式会社金融商品取引所の合併の手続（第139条の7 ― 第139条の21）
      - 第6目　合併の効力の発生等（第140条 ― 第147条）

  - 第5節　監督（第148条 ― 第153条の5）
  - 第6節　雑則（第154条・第154条の2）
- 第5章の2　外国金融商品取引所
  - 第1節　総則（第155条 ― 第155条の5）
  - 第2節　監督（第155条の6 ― 第155条の10）
  - 第3節　雑則（第156条）
- 第5章の3　金融商品取引清算機関等
  - 第1節　金融商品取引清算機関（第156条の2 ― 第156条の20）
  - 第2節　外国金融商品取引清算機関（第156条の2の2 ― 第156条の20の15）
  - 第3節　金融商品取引清算機関と他の金融商品取引清算機関等との連携（第156条の20の16 ― 第156条の20の22）
  - 第4節　雑則（第156条の20の23 ― 第156条の22）
- 第5章の4　証券金融会社（第156条の23 ― 第156条の37）
- 第5章の5　指定紛争解決機関
  - 第1節　総則（第156条の38 ― 第156条の41）
  - 第2節　業務（第156条の42 ― 第156条の54）
  - 第3節　監督（第156条の55 ― 第156条の61）
- 第5章の6　取引情報蓄積機関等
  - 第1節　清算集中（第156条の62）
  - 第2節　取引情報の保存及び報告等（第156条の63 ― 第156条の66）
  - 第3節　取引情報蓄積機関（第156条の67 ― 第156条の84）
- 第5章の7　特定金融指標算出者（第156条の85 ― 第156条の92）
- 第6章　有価証券の取引等に関する規制（第157条 ― 第171条の2）
- 第6章の2　課徴金
  - 第1節　納付命令（第172条 ― 第177条）
  - 第2節　審判手続（第178条 ― 第185条の17）
  - 第3節　訴訟（第185条の18）
  - 第4節　雑則（第185条の19 ― 第185条の21）
- 第6章の3　暗号等資産の取引等に関する規制（第185条の22 ― 第185条の24）
- 第7章　雑則（第186条 ― 第196条の2）
- 第8章　罰則（第197条 ― 第209条の3）
- 第8章の2　没収に関する手続等の特例（第209条の4 ― 第209条の7）
- 第9章　犯則事件の調査等（第210条 ― 第226条）
- 附則

## 法律の内容

### 目的・概要
「国民経済の健全な発展及び投資者の保護に資することを目的」としているが、これを達成するため、直接的には、同条の冒頭にあるとおり、
1. 「企業内容等の開示の制度を整備」（第2章 - 第2章の4）
2. 「金融商品取引業を行う者に関し必要な事項を定め」（第3章 - 第4章）
3. 「金融商品取引所の適切な運営を確保」（第5章 - 第5章の2）
4. その他（課徴金、罰則等、自主規制団体など）

について規定する法律である。
そのため、企業内容に関する開示について定めるほか、金融商品取引業の登録制度や、金融商品取引所や金融商品取引清算機関、証券金融会社に関する免許などについて定める一方、信頼される金融商品市場の形成を目的として、不公正取引などが禁止され、これに対応する課徴金や刑罰などについても規定がある。

### 開示規制

#### 発行開示規制
有価証券（適用除外有価証券を除く。）の募集または売出しに際しては、原則として、有価証券届出書の提出や投資家に対する目論見書の交付が求められる。
証券をこれから発行しようとする段階で、公正な発行を促す目的で、発行者、証券発行の仲介者、その他の関係者の規制を行う。
有価証券届出書は、有価証券の募集または売出しが内閣総理大臣に届けられる際に提出される書類で、受理されて15日後に、応募または売出しの効力が発生する。また、この書類の写しは、その証券が上場されている証券取引所等に提出し、公衆の閲覧（縦覧という）の対象になる。さらに、有価証券届出書の発行会社は、目論見書を発行して、募集または売出しの勧誘にあたって投資者に交付する必要がある。

#### 継続開示規制
有価証券届出書を提出した者など一定の者は、有価証券報告書、半期報告書または四半期報告書、および臨時報告書といった継続開示書類の提出が求められる。
証券を発行した後に、市場での証券の公正な取引と流通を促すため、関係者の規制を行う。
有価証券報告書は、金融商品取引所に上場されている証券の発行会社・発行法人、その他、金融商品取引法の規制対象の証券の発行会社が、事業年度経過後3か月以内に内閣総理大臣に提出することを求められる書類で、その写しは金融商品取引所等に提出され、公衆の閲覧（縦覧）の対象になる。

#### 公開買付規制
一定の株式等を取得する場合には公開買付けが義務付けられるとともに、同時に一定の開示が求められる。

#### 大量保有報告規制
一定の株式等を保有する場合には大量保有報告書の提出が義務付けられる。

### 業規制

#### 参入規制
一定の事業については、以下のとおり参入規制が定められている。
| No | 種別                              | 許認可等                               |
| -- | --------------------------------- | -------------------------------------- |
| 1  | 金融商品取引業                    | 登録                                   |
| 2  | 第一種金融商品取引業の行うPTS業務 | 認可                                   |
| 3  | 登録金融機関                      | 登録                                   |
| 4  | 金融商品仲介業                    | 登録                                   |
| 5  | 認可金融商品取引業協会            | 認可                                   |
| 6  | 認定金融商品取引業協会            | 民法第34条の規定により成立した後、認定 |
| 7  | 金融商品取引所                    | 免許                                   |
| 8  | 自主規制法人                      | 認可                                   |
| 9  | 金融商品取引清算機関              | 免許                                   |
| 10 | 証券金融会社                      | 免許                                   |

#### 行為規制
上記の参入規制に服する事業者については、一定の行為規制が定められている。

### 不公正取引規制
1. 不公正取引の禁止（第157条）
2. 風説の流布・偽計取引等の禁止（第158条）
3. 相場操縦行為等の禁止（第159条）
4. 空売りの規制（第162条）
5. 内部者取引の規制（第163条以下、特に第166条及び第167条）

## 金融商品取引法への題名変更と付随する改正

### 概要
以前は「証券取引法」という題名であったが、2006年3月に「証券取引法等の一部を改正する法律」が国会に提出され、同年6月に成立したことにより、金融先物取引法などの金融商品に関する法律群をこの法律に統合し、それに伴い、名称が「金融商品取引法」に改題されることが決定し、2007年9月30日に施行された。
この改正は、
1. 投資性の強い金融商品を幅広く対象とする横断的な制度の整備
2. 公開買付に関する開示制度や大量保有報告制度の整備
3. 四半期報告制度の導入
4. 財務報告に係る内部統制の強化等に関する制度の整備
5. 開示書類の虚偽記載及び不公正取引（インサイダー取引）の罰則強化

などを主内容としている。

### 改正の経緯

#### 金融システム改革
日本では90年代後半から日本版ビッグバンに代表される金融システムの改革・再編に関する議論が盛んであり、今回の金融商品取引法の制定もその流れの延長線上に位置付けられる。

#### 国際的な潮流
日本の証券取引法の母法であるアメリカの証券法における｢証券｣概念はそもそも幅広い対象を予定するものであった。またその他の諸国においても、イギリスでは2000年金融サービス・市場法（FSMA）において定義された｢投資物件｣概念、ドイツの2004年証券取引法改正、EUで2004年4月に採択された金融商品市場指令（Mi-FID）において導入された｢金融商品｣概念など、各投資商品（金融商品）について横断的な規制を及ぼす方向に移行しつつあり、国際的な金融市場の整備という点からも同様の横断的な規制を及ぼす必要が生じていた。

### 用語変更
従来の証券取引法で用いられていた語句のうち、「証券」との語が付く用語は、原則として「金融商品」が付く語に置き換えられている。このため、金融商品取引法においては、いくつかの章のタイトルも変更されている。
なお、以前の証券取引所、証券会社は、いずれも概念として廃止され、相当する法律上の用語としては、｢金融商品取引所｣｢（第一種・第二種）金融商品取引業者｣となったが、｢証券取引所｣、｢証券｣の名称・商号を使用することは可能である。

### 廃止された法律
- 外国証券業者に関する法律
- 有価証券に係る投資顧問業の規制等に関する法律
- 抵当証券業の規制等に関する法律
- 金融先物取引法

### 「投資サービス法」
この法律の制定前後においては「投資サービス法」という名称が仮称として、官庁の文書などを含めて使用された。ただし正式名称として金融商品取引法という名が採用されてからは、投資サービス法という名はもはやあまり聞かれなくなった。なお、「投資サービス法」と並べて用いられた言葉が「金融サービス法」であった。前者は投資商品（投資性のある金融商品）のみを規制の対象とするものとして、後者は投資性のないものも含めたあらゆる金融商品を規制の対象とするものとして用いられた。金融商品取引法は投資性のあるもののみを「金融商品」として規制対象とするので「金融サービス法」ではなく「投資サービス法」なのである。

### 「日本版SOX法」
この法律の一部について経済界、監査法人などを中心に「日本版SOX法」あるいは「J-SOX法」（オリジナルのSOX法はアメリカ連邦法）と呼称されている。これは金融商品取引法全体を指すのではなく、新たに義務付けられた内部統制報告書の提出に関する部分についてのみを指すのが一般的である。内部統制報告書ないしは内部統制システムについての詳細な基準については、内閣府令に委ねられている。「日本版SOX法」による日本の内部統制については「内部統制」の項にて詳述。

## 金融商品取引法（証券取引法）改正の歴史
- 1947年 - アメリカの1933年証券法及び1934年証券取引所法を参考にしつつ、第92回帝国議会において証券取引法制定、公布。証券取引委員会に関する規定のみ施行[4]。
- 1948年 - アメリカの1933年証券法及び1934年証券取引所法をさらに参考として、前年の証券取引法を全部改正法としての証券取引法を改正する法律（昭和23年法律第25号）が制定、公布。証券取引委員会の権限を強化して、行政官庁とする[4]。情報開示制度の充実化。
- 1952年 - 証券取引委員会廃止。大蔵省理財局証券課・証券取引審議会へ移管。
- 1953年 - 証券業者・証券取引所の監督制度の強化。
- 1965年 - 経済不況に伴う不祥事の多発を受けた抜本改正。証券会社の免許制導入など規制強化。証券外務員の登録制度導入。
- 1971年 - 有価証券報告書の提出義務の拡大。半期報告書・臨時報告書制度の導入。公開買付制度の整備。
- 1981年 - 公共債の証券業務を金融機関に解禁。
- 1988年 - 証券先物取引の導入、社債への規制、内部者取引規制の導入。
- 1990年 - 株式などの大量保有の開示制度。公開買付制度の改正。
- 1991年 - 損失保証・損失補填の禁止。一任勘定取引の禁止。
- 1992年 - 子会社による銀行と証券の相互参入の解禁。有価証券の定義の変更。公募・私募の区別の明確化、情報開示制度の整備。
- 1997年 - 証券不祥事の続発を受けた各種の規制の強化。
- 1998年 - 店頭デリバティブ取引を定義。証券投資法人制度の創設。情報開示制度の連結ベース化。取引所集中義務の廃止。株式売買手数料の自由化。証券業の免許制の廃止（登録制）、投資者保護基金の創設。
- 2005年 - 時間外取引によって3分の1以上の発行済み株式を取得する場合に、一定の情報公開を義務付ける。虚偽申請企業に対する課徴金制度の制定。会社法改正に伴う修正。
- 2006年 - 大量保有報告書制度、公開買付制度の規制の整備。金融商品関連の規制の全体的な見直し・統合措置に伴い、題名を金融商品取引法へ改題。各種の用語の変更。
- 2013年 - 海外金融商品の「実質的な無登録販売」を行った投資顧問会社が業務停止処分を受け、金融商品取引法における「勧誘」と「紹介」の区別など、曖昧な点が問題となる[5][6][7]。
- 2014年 - 「勧誘」の区別などについて金融商品取引法内に明文化され、曖昧な記述の問題が解消される[8]。

## 題名の英語訳について
Financial Instruments and Exchange Act（直訳は「金融商品及び取引所法」）という（直訳ではない）一見奇妙な英語訳は、「証券取引法」の英語訳であるSecurities and Exchange Act（直訳は「証券及び取引所法」）を受け継いだものである。そして、Securities and Exchange Actという訳語は、証券取引法が、米国の1933年証券法及び1934年証券取引所法の双方を合わせたものに相当することを示すための、意訳である。なお、米国では、この双方の法律を担当する連邦政府の規制当局は、Securities and Exchange Commission（証券取引委員会；直訳は「証券及び取引所委員会」）という名称が与えられている。